# Sophie Elise
Sophie Elise, pseudonimo di Sofie Steen Isachsen (Harstad, 18 dicembre 1994), è una cantante e blogger norvegese.

## Biografia
Sophie Elise ha ottenuto notorietà in Norvegia grazie al suo blog di lifestyle. Il successo dei suoi post è stato tale che nel 2015 il sito di news specializzato Medier24 l'ha annoverata fra i norvegesi più influenti nell'ambito dei social media; nello stesso anno ha inoltre ottenuto due candidature ai Vixen Influencer Awards nelle categorie Blogger dell'anno e Celebrità preferita dal pubblico, vincendo entrambi i premi. Il 3 gennaio 2020 ha affermato che avrebbe smesso di scrivere, dicendo di non essere più motivata ad aggiornare il suo blog.
Già popolare grazie al suo blog, Sophie Elise ha firmato un contratto discografico con la Universal Music Norway, avviando così la sua carriera di cantante. Nel 2014 è uscito il suo singolo di debutto Lionheart, che ha raggiunto la 12ª posizione della classifica norvegese, seguito l'anno successivo da Love Like That, che si è fermato al 27º posto, e nel 2017 da All Your Friends, che ha debuttato alla 9ª posizione, regalandole il suo miglior piazzamento. Tutti e tre i singoli sono stati certificati disco d'oro dalla IFPI Norge.
Il 6 gennaio 2016 Sophie Elise ha fondato una società a suo nome per coordinare direttamente le sue varie attività. La società ha fatturato 12,6 milioni di corone norvegesi nei primi tre anni.

## Discografia

### Singoli
- 2014 – Lionheart
- 2015 – Love Like That
- 2017 – All Your Friends
- 2017 – Only Human
- 2018 – In My Head
- 2018 – Next Summer